# Baltasar Garzón
Baltasar Garzón Real (Torres, 26 de outubro de 1955) foi Magistrado-Juiz da Central de Instrução do tribunal penal de máxima instância na Espanha, a Audiência Nacional, participou do julgamento de alguns dos delitos de maior relevância que se produziram no seu país como crimes contra a humanidade, terrorismo, terrorismo de Estado, narcotráfico, corrupção política e delinquência econômica. Em 22 de fevereiro de 2012 foi expulso da carreira da magistratura após ter sido condenado pelo Tribunal Supremo a 11 anos de inabilitação pelo crime de prevaricação, consistente em determinar a colocação de escutas ilegais para interceptar as conversas entre presos e seus advogados, cometido durante a instrução do Caso Gürtel.

## Biografia
É Doctor Honoris Causa pela Universidade de Jaén, Universidade Central do Chile  e por mais vinte universidades.

## Atuação internacional
Garzón ficou conhecido mundialmente ao emitir uma ordem de prisão em desfavor do ditador do Chile Augusto Pinochet pela morte e tortura de cidadãos espanhóis. Utilizou como base o relatório da Comissão Chilena da Verdade (1990-1991). Reiteradas vezes manifestou seu desejo de investigar o ex-secretário de Estado norte-americano Henry Kissinger por sua relação com a denominada Operação Condor. Trabalha também em um processo em que se acusa de genocídio diversos militares argentinos pelo desaparecimento de cidadãos espanhóis durante a ditadura argentina (1976-1983).
Em 2001, solicitou permissão ao Conselho da Europa para processar o Primeiro Ministro italiano Silvio Berlusconi, então membro da Assembleia parlamentar do Conselho. Em dezembro desse mesmo ano, investigou, por suspeitas de lavagem de dinheiro, contas no exterior (off-shore) do conglomerado financeiro BBVA (segundo maior banco da Espanha). Em janeiro de 2003, criticou enfaticamente o governo dos EUA pela detenção ilegal, na base de Guantánamo (Cuba), de suspeitos de pertencerem ao grupo terrorista Al Qaeda. Nesse mesmo ano, participou de campanhas contra a guerra no Iraque.

## Atuação na Espanha
Na Espanha, ainda nos anos 80, atuou em processos contra diversos narcotraficantes, inclusive altos dirigentes das máfias galega, turca e italiana. Comandou investigações sobre lavagem de dinheiro no litoral espanhol (região de Málaga) e falsificação de moeda (derrame de notas de 100 dólares). Foi jurado de morte por diversos traficantes e mafiosos e por isso passou a ser conduzido em carros blindados e a viver com escolta policial.
Em 1993, participou da política espanhola, entrando na lista de candidatos à Câmara dos Deputados pelo PSOE. Chegou a comandar o Plano Nacional AntiDrogas, porém renunciou após um ano de trabalho, queixando-se do excesso de corrupção no governo. Ao retornar à magistratura, deu seguimento às investigações do caso GAL (Grupos Antiterroristas de Liberação), grupo de extermínio que, conforme ficou comprovado, foi criado durante o primeiro governo do PSOE, ainda nos anos 1980, com a finalidade de assassinar membros e simpatizantes do ETA. Várias autoridades foram condenadas em virtude do caso, inclusive o ex-Ministro do Interior José Barrionuevo. Posteriormente, todos foram indultados no governo de José María Aznar.
Atuou também contra os terroristas bascos do ETA. Em 2002, conseguiu suspender o funcionamento, por 3 anos, do partido Batasuna, ao demonstrar suas relações com o grupo terrorista. Dessa ação resultou também o fechamento dos jornais Egin e Egunkaria, além da rádio Egin Irratia. Angariou com isso o ódio dos nacionalistas bascos, que consideram que atacou a cultura basca e não o terrorismo. Dada a extensão de sua atuação, o PSOE e o PP chegaram a planejar uma reforma do judiciário que limitasse as suas atribuições legais.

### GRAPO/PCE-r
Em março de 2003, Garzón suspendeu as atividades do Partido Comunista de España Reconstituído (PCE-r), em função de suas atividades ilícitas de apoio ao GRAPO, tais como a "fixação da tática e da estratégia da luta armada, escolha de objetivo, montagem de infraestrutura, provimento de recursos econômicos, seleção dos responsáveis pelas ações armadas e dos membros dos autodenominados comandos militares".

## Carreira
Formou-se em direito pela Universidade de Sevilha em 1979. Foi aprovado em concurso para o cargo de Juiz em 1981. Inicialmente, foi nomeado para a comarca de Valverde del Camino, província de Huelva (Andaluzia). Posteriormente, foi removido para o Juizado de Primeira Instância e Instrução de Villacarrillo, província de Jaén (Andaluzia). En 1983, foi promovido a Magistrado, sendo destinado ao Juizado de Primeira Instância e Instrução n° 3 de Almería (Andaluzia). Em 11 de março de 1987 foi nomeado pelo Conselho Geral do Poder Judiciário para ocupar o cargo de Inspetor Delegado (Corregedor-Geral) para Andaluzia. Em 29 de janeiro de 1988, tornou-se Magistrado-Juiz Central de Instrução n° 5 da Audiência Nacional.